# Епископ банатски Висарион
Висарион (световно Дејан Костић, Темишвар, 14/27. јул 1910 — Вршац, 1. децембар 1979) је био епископ Српске православне цркве.

## Биографија
Рођен је 14. јула 1910. у Темишвару, од оца Слободана, конзисторијалног бележника, и мајке Паулине. По оцу и по мајци потицао је из старих свештеничких породица. Основну школу завршио је у Темишвару, а гимназију у Будимпешти. Дипломирао је на Богословском факултету у Београду 1933, а потом је био професор новооснованог српског одељења на државном лицеју у Учитељској школи за Србе у Темишвару.
1935. године архимандрит Доситеј (Ђорић) трим га у монаштву са именом Варнава у манастиру Беочину, где му је ујак др Јоаким био дуго година настојатељ манастира. Рукоположен је за ђакона у Недељу православља 1937. од патријарха Варнаве, а у чин презвитера на исти празник 1941. од патријарха Гаврила. Достојанством синђела одликован је 1945. године од митрополита Јосифа.
За суплента Богословије у Сремским Карловцима постављен је 1937. и одмах додељен на рад у канцеларију Светог архијерејског синода. Пошто је положио чиновнички испит са одличним успехом, упућен је у Атину да тамо положи докторски испит из области патрологије.
20. маја 1947. године на првом послератном редовном заседању Светог архијерејског синода изабран је за викарног епископа топличког. Хиротонисан је у Саборној београдској цркви 29. јуна 1947. од патријарха српског Гаврила, митрополита скопског Јосифа и црногорско-приморског Арсенија.
За епископа упражњене Епархије банатске изабран је 1951. године. Устоличен у Вршцу 29. јула исте године. 1952. поверена му је у администрацију Темишварска епархија.
По доласку у Вршац извршио је нову поделу Банатске епархије према географским, саобраћајним и управним условима, а владичански двор, који је након Другог светског рата био одузет од Цркве, вратио у власништво епархије и генерално га обновио. Решио материјално питање подручних црквених општина.
Представљао Српску цркву на разним међуцрквеним конференцијама и прославама.
Умро је у Вршцу 1. децембра 1979. године сахрањен у вршачкој Саборној цркви.